# Herz-Jesu-Kirche (Ostbevern)

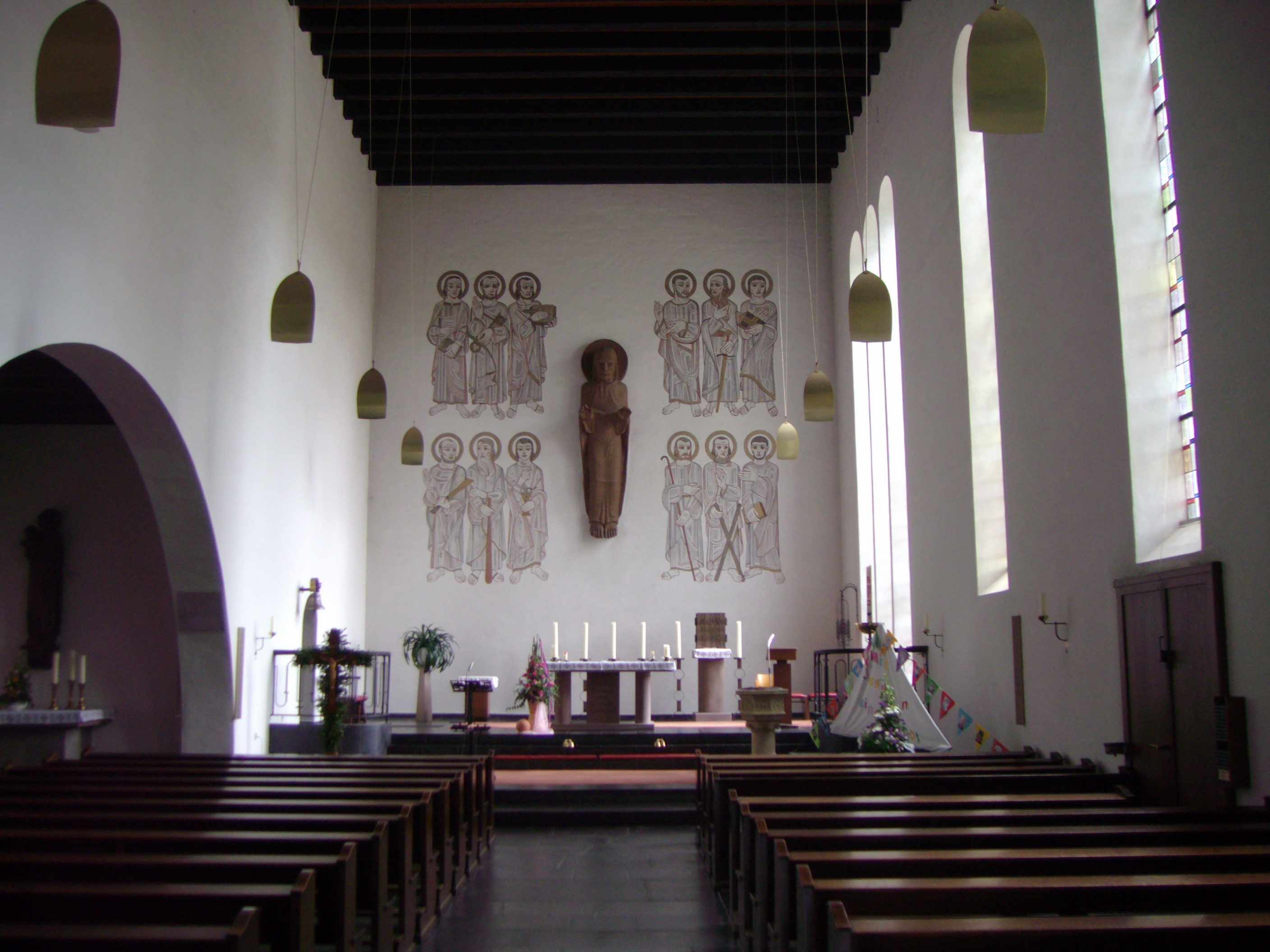
Innere der Kirche

Die Herz-Jesu-Kirche ist die römisch-katholische Pfarrkirche in Brock (Ostbevern).

## Beschreibung
Die Herz-Jesu-Kirche im Ortsteil Brock ist ein dunkelroter Backsteinbau, dessen südliche Fassade einen massiven Glockenturm aufnimmt. Die Kirche liegt mittig im Ortsteil Bock, an der Kreuzung der Ladberger und der Schmedehausener Straße.

## Geschichte
1894 wurde eine neogotische Kapelle vom Architekten Hilger Hertel der Jüngere errichtet, ein Klinkerbau, der 21 m lang, 8,20 m breit und 13,5 m hoch war und 188 Besuchern Platz bot. Nach dem Abriss der Kapelle war am 30. April 1933 Grundsteinlegung für eine neue Kirche. Am 21. Dezember des gleichen Jahres konnte die Kirche durch Bischof Clemens August Graf von Galen eingeweiht werden. Das Hauptschiff ist 28,50 m lang, 9,00 m breit und 11,60 m hoch, das Seitenschiff 18,60 m lang, 4,90 m breit und 4,60 m hoch. Der Turm hat eine Höhe von 24 m. Die Kirche hatten nun 320 Besucher einen Sitzplatz, womit sich das Fassungsvolumen partische verdoppelt hatte. 1934 wurde die Christus-Figur aus Lindenholz (3,88 m, ca. 220 kg) an die Chorwand angefügt.
Die Liturgiereform des Zweiten Vatikanischen Konzils machte eine Altarumgestaltung notwendig. Der neue Altar wurde am 17. Februar 1974 durch Bischof Reinhard Lettmann geweiht. Er enthält eine Inschrift mit dem Chronogramm: „ChrIstVs DoMInVs sVos eCCLesIa ConIVngat“ – dt.: „Christus der Herr möge die Seinen in der Kirche verbinden.“  Die Summe der großgeschriebenen Lateinische Zahlwörter (Σ CIVDMIVVCCLICIV = MCMLXXIV) ergibt die Jahreszahl der Altarweihe: 1974.
Koordinaten: 52° 4′ 41,8″ N, 7° 46′ 35,5″ O